# ساندي توكسفيغ
ساندرا بيرغيته «ساندي» توكسفيغ (بالدنماركية: Sandra Birgitte "Sandi" Toksvig)‏ (ولدت في 3 مايو 1958 ) هي كوميدية، كاتبة، ممثلة، مقدمة ومنتجة في الإذاعة والتلفزيون البريطانية، وناشطة سياسية بريطانية-دنماركية.
مقدمة برامج إذاعية وتلفزيونية بريطانية عديدة، أسست توكسفيغ أيضا حزب مساواة المرأة (الذي أنشئ غي مارس 2015)، وقد كلف بتولي منصب المستشار في جامعة بورتسموث في أكتوبر 2012، وهي الرئيسة الحالية للحدث الخيري السنوي غداء امرأة العام.

## النشأة
ولدت توكسفيغ في الدنمارك. كان والدها، كلاوس توكسفيغ، صحفيًا ومذيعًا ومراسلًا أجنبيًا دنماركيا، لذا أمضت توكسفيغ معظم شبابها خارج الدنمارك، وخاصة في مدينة نيويورك. والدتها، جولي آن توكسفيغ، بريطانية. حضرت مدرسة تورميد، وهي مدرسة مستقلة للبنات بالقرب من غيلدفورد، عندما كان والدها في لندن. وكان أول عمل لها منصب متابعة الأضوء مشغل لمسرحية موسيقية في سن ال18.
درست القانون، وعلم الآثار والأنثروبولوجيا في كلية جيرتون، جامعة كامبردج.

## المسيرة المهنية

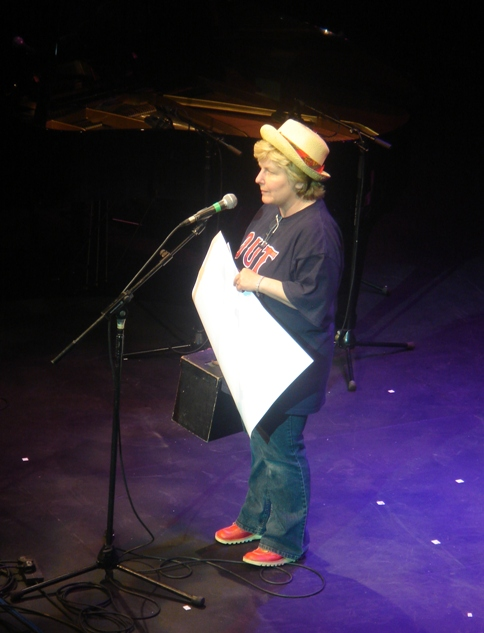
توكسفيغ في أحد عروضها في عام 2008

خلال مسيرتها المهنية عملت توكسفيغ ككوميدية، ممثلة، مقدمة ومنتجة في الإذاعة والتلفزيون البريطانية، وشاركت في العديد من البرامج والعروض والمسرحيات البريطانية.
ككاتبة، كتبت حوالي 20 كتابا خيالي، وغير خيالي منذ عام 1994، ومنها أول كتاب لها حكايات من فم الشمالي (بالدنماركية: Tales from the Norse's Mouth)‏ عام 1994. عام 2003، نشرت كتاب عودة غلاديس: رحلة أمريكية خاصة (بالإنجليزية: Gladys Reunited: A Personal American Journey)‏، حول رحلاتها وجولاتها في الولايات المتحدة في صغرها. في 2008، نشرت كتاب البنات هن الأفضل (بالإنجليزية: Girls Are Best)‏، وهو كتاب تاريخي للبنات. وآخر إصداراتها الأدبية كان عام 2012، وهو رواية عيد حب رمادي (بالإنجليزية: Valentine Grey)‏ وهي رواية تاريخية خيالية تدور أحداثها خلال حرب البوير الثانية.
أسست توكسفيغ أيضا حزب مساواة المرأة (الذي تأسس في مارس 2015)، وقد كلفت بتولي منصب المستشار في جامعة بورتسموث في أكتوبر 2012، وهي الرئيسة الحالية للحدث الخيري السنوي غداء امرأة العام.

## الحياة الخاصة
توكسفيغ مثلية الجنس بشكل علني. وهي أم لابنتين (ميغان وجيسي) وابن (ثيو). تم حمل أطفال من قبل شريكتها حينها، بيتا ستيوارت، التي انفصلت عنا في عام 1997، وتم تلقيحهم من خلال التلقيح الاصطناعي من قبل مني المتبرع كريستوفر لويد-باك. وقد قالت عن أولادها «لا يهمني إذا جاءوا من تيسكو. لا يهمني أمر الدم. يقولون لي أمي وأنا أكتسبت ذلك. نحب بعضنا البعض. لا يمكنك أن تفعل أفضل من ذلك. الكثير من العائلات لا تفعل ذلك».
وهي تعيش في بيت عائم في واندزورث مع الطبيبة النفسانية ديبي توكسفيغ، التي دخلت معها في شراكة مدنية في عام 2007. وقد قامتا بتجديد تعهداتهما الزوجية في 29 مارس 2014، في اليوم الذي دخل فيه قانون زواج المثليين في إنجلترا وويلز حيز التنفيذ، وفي ديسمبر 2014، تم تحويل شراكتهما المدنية إلى زواج.
كانت توكسفيغ، البالغة من العمر 11 عامًا، حاضرة مع والدها، وهو صحفي بارز في الشؤون الخارجية الدنماركية، في مركز التحكم في المهام في هيوستن، تكساس أثناء الهبوط الأول على سطح القمر. وقالت، إنها مسكت يد سكرتيرة نيل أرمسترونغ لتهدئة قلقها خلال اللحظات الأخيرة.
في عام 1994، ألغت منظمة أنقذوا الأطفال خدمات توكسفيغ احتفالاً بالذكرى الـ75 لتأسيسها بعد أعلنت عن ميولها المثلية، ولكن بعد احتجاج مباشر من قبل المثليات المنتقمات،  اعتذرت المؤسسة الخيرية عن ذلك.
توكسفيغ ملحدة وإنسانية، وهي راعية الجمعية الإنسانية البريطانية. وقد أصبحت مواطنة بريطانية في عام 2013.

## الجوائز والتقديرات
حازت توكسفيغ على عديد الجوائز والتقديرات، ومنها:
- 1997 - الوسام الكبير لفئران المياه لشخصية العام في الكوميديا
- 2007 - الفكاهي السياسي لهذا العام في حفل توزيع جوائز القناة الرابعة السياسية [31] و 2007 - مذيع الراديو لهذا العام من قبل نقابة الصحافة الإذاعية.[32]
- 2007 - جائزة 'اقرأها أو' من جوائز كتب إلهام كوفنتري لكتاب ':كناري هتلر
- 2008 - مذيع العام في حفل جوائز ستونوول
- 2008 - جائزة الاستماع للكتب عن الكلمة المنطوقة
- 2009 - جائزة 'صوت السامع والمشاهد' للمساهمة الفردية في الراديو
- 2010 - دكتوراه فخرية في الآداب من جامعة بورتسموث
- 2012 - دكتوراه فخرية في الآداب من جامعة يورك سان جون
- 2012 - دكتوراه فخرية في الآداب من جامعة سري
- 2012 - الزمالة الفخرية لمعهد لوسي كافنديش، جامعة كامبريدج
- 2013 - جائزة صوت المستمع والمشاهد للتميز في البث (جائزة روبرتس الخاصة للراديو)
- 2016 - دكتوراه فخرية في الآداب من جامعة وستمنستر
- 2016 - الزمالة الفخرية لمعهد نيونهام جامعة كامبردج
- 2017 - جائزة 'كوسكان' (اتحاد الجمعيات الاسكندنافية) الدولية[33]
- 2018 - دكتوراه فخرية في الآداب من جامعة ليستر[34]

## روابط خارجية
- ساندي توكسفيغ على موقع IMDb (الإنجليزية)
- ساندي توكسفيغ على موقع ميوزك برينز (الإنجليزية)
- ساندي توكسفيغ على موقع قاعدة بيانات الفيلم (الإنجليزية)